# Ribera del Castell
La Ribera del Castell és una riera de la Catalunya del Nord, dels termes comunals de la Menera i de Serrallonga, de la comarca del Vallespir, a la Catalunya del Nord.
Es forma a l'extrem oriental del terme de la Menera, al Pla de la Muga, des d'on comença a discórrer cap a ponent, però de seguida forma un arc cap al nord, pels costats sud-oest i oest del Montnegre. Aviat entra en el terme de Serrallonga, i s'adreça sempre cap al nord, en un traçat sinuós, com tots els rius vallespirencs. Sempre cap al nord, passa ran de Can Pelat, de Casa Madó i del Castell, a l'esquerra, i de Can Peitaví i Can Mateu, a la dreta. Deixa el poble de Serrallonga aturonat a ponent, el veïnat del Grau a la dreta, i en un traçat extraordinàriament sinuós arriba a la Farga de Galdares, on s'aboca en la Ribera de la Menera.